# Cornufer montanus
Espèce
Synonymes
- Batrachylodes montanus Brown & Parker, 1970

Statut de conservation UICN

 LC  : Préoccupation mineure
Cornufer montanus est une espèce d'amphibiens de la famille des Ceratobatrachidae.

## Répartition
Cette espèce est endémique de l'île Bougainville en Papouasie-Nouvelle-Guinée dans l'archipel des îles Salomon. Elle se rencontre de 900 à 1 250 m d'altitude.

## Description
Les mâles mesurent de 27 à 35 mm et les femelles de 39 à 40 mm.

## Taxinomie
Cornufer montanus Taylor, 1922 est un synonyme de Platymantis montanus (Taylor, 1922).

## Publication originale
- Brown & Parker, 1970 : New frogs of the genus Batrachylodes (Ranidae) from the Solomon Islands. Breviora, no 346, p. 1-31 (texte intégral).